# Sungai Guntung Tengah
Sungai Guntung Tengah is een bestuurslaag in het regentschap Indragiri Hulu van de provincie Riau, Indonesië. Sungai Guntung Tengah telt 1062 inwoners (volkstelling 2010).